# Jeroen van Damme
Jeroen van Damme (Roosendaal, 29 september 1972) is een Nederlandse langeafstandsloper. In 2002 werd hij Nederlands kampioen op de halve marathon en in 2003 op de 10.000 m.

## Loopbaan
In 2002 won Van Damme de Groet Uit Schoorl Run (10 km) in 29.22. De twee jaren daarop won hij dezelfde wedstrijd, maar dan op de halve marathon.
Op 10 april 2005 liep Van Damme zijn persoonlijk record van 2:13.48 op de marathon bij de marathon van Rotterdam. Hiermee kwalificeerde hij zich voor de wereldkampioenschappen in 2005, waar hij 58e werd.
Jeroen van Damme liep in 2005 en 2006 de marathon van Eindhoven en eindigde op een respectievelijke achttiende (2:19.24) en zestiende (2:19.48) plaats. In 2006 liep hij de marathon van Utrecht in een tijd van 2:19.48.
Aan het eind van 2007 werd Van Damme, die al geruime tijd kampte met achillespeesklachten, in Utrecht hieraan geopereerd. In mei 2008 was hij hiervan in zoverre hersteld, dat hij na een aantal weken op niveau te hebben getraind, weer voorzichtig aan wedstrijddeelname kon denken.
Sinds die onwillige achillespezen kampt Van Damme al jaren met een breed scala aan andere klachten, waarvan de oorzaak lang onbekend bleef. Ongecontroleerde bewegingen van hoofd, armen en benen, die soms dagenlang konden voortduren, met bovendien momenten dat zijn lichaam zich in een kramp draaide, stelden de medici lang voor raadsels. Het leidde soms zelfs tot blessures en spierscheuringen. Steeds vaker sloeg zijn lichaam bij wijze van spreken ongecontroleerd op hol. Begin 2018 kwam Van Damme ten slotte bij een arts in Leiden terecht die de beschreven verschijnselen kon verklaren; de atleet uit Noord-Brabant bleek te lijden aan een combinatie van dystonie en conversie. Sinds de diagnose werd gesteld, heeft Van Damme geleerd om ermee om te gaan en is het volgens hem eerder een probleem van anderen geworden dan van hemzelf.
Van beroep is Van Damme financieel-administratief medewerker van een woningbouwvereniging.

## Nederlandse kampioenschappen
| Onderdeel      | Jaar |
| -------------- | ---- |
| 10.000 m       | 2003 |
| halve marathon | 2002 |

## Persoonlijk records
Baan
| Onderdeel | Prestatie | Datum         | Plaats              |
| --------- | --------- | ------------- | ------------------- |
| 1500 m    | 3.51,34   | 4 mei 1998    | Gorinchem           |
| 2000 m    | 5.16,07   | 4 juli 1998   | Uden                |
| 3000 m    | 7.59,46   | 5 juli 2003   | Uden                |
| 5000 m    | 13.46,92  | 14 juli 2001  | Heusden-Zolder (B.) |
| 10.000 m  | 28.39,48  | 14 april 2001 | Veenendaal          |

Weg
| Onderdeel      | Prestatie | Datum             | Plaats    |
| -------------- | --------- | ----------------- | --------- |
| 10 km          | 28.24     | 12 september 2003 | Gouda     |
| 15 km          | 43.56     | 11 november 2002  | Nijmegen  |
| 10 Eng. mijl   | 47.21     | 7 september 2003  | Tilburg   |
| halve marathon | 1:02.22   | 15 februari 2004  | Schoorl   |
| marathon       | 2:13.48   | 10 april 2005     | Rotterdam |

## Palmares

### 5000
- 2002:  NK - 14.10,25
- 2003:  NK - 14.10,66
- 2004:  NK - 13.55,09

### 10.000 m
- 2001:  NK - 28.39,48
- 2003:  NK - 28.53,60
- 2006:  NK - 29.19,25

### 5 km
- 2005: 4e Pieter Keij Memorial in Dodewaard - 14.31

### 8 km
- 2004:  Acht van Apeldoorn - 20.56
- 2005:  Acht van Apeldoorn - 20.59

### 10 km
- 1995: 8e Coenecooploop in Waddinxveen - 29.27
- 1996: 4e Coenecooploop in Waddinxveen - 29.22
- 1997: 7e Sint Bavoloop in Rijsbergen - 29.43
- 1998: 6e Sint Bavoloop in Rijsbergen - 30.44
- 1998: 15e Loopfestijn in Voorthuizen - 30.28
- 1999:  Sint Bavoloop in Rijsbergen - 29.20
- 1999: 8e Loopfestijn in Voorthuizen - 29.39
- 2000: 6e Parelloop - 30.14
- 2000:  Sint Bavoloop in Rijsbergen - 29.40
- 2000: 4e Dommelloop - 29.16
- 2000:  Coenecooploop - 29.12
- 2001:  Spanderswoudloop - 29.19
- 2001:  Sint Bavoloop in Rijsbergen - 29.56
- 2001: 8e Struik Prominenten Loop - 29.45
- 2001: 4e Coenecoop - 29.35
- 2002:  Groet Uit Schoorl Run - 29.22
- 2002: 5e Parelloop - 29.02
- 2002:  Sint Bavoloop - 28.46
- 2002: 4e Sevenaer Run - 28.30
- 2002:  Zevenaar - 28.30
- 2003:  Halsteren - 29.31
- 2003:  Sint Bavoloop in Rijsbergen - 28.52
- 2003:  Running Fiesta Voorthuizen - 29.01
- 2003:  Goudse Nationale Singelloop - 28.24
- 2004: 9e Neuss - 29.35,6
- 2004:  Sint Bavoloop in Rijsbergen - 29.07
- 2004: 7e Fortis Loopfestijn Voorthuizen - 29.20
- 2005: 4e Groet Uit Schoorl Run - 29.12
- 2005: 7e Parelloop - 29.35
- 2005: 6e Zwitserloot Dakrun - 29.51
- 2005:  Sint Bavoloop - 29.26
- 2005: 16e Loopfestijn Voorthuizen - 30.49
- 2005:  Haarlemmermeer - 30.18
- 2005:  Marathon Brabant in Ettenleur - 31.19
- 2005:  Oudejaarsloop in Hilvarenbeek - 29.57
- 2006: 7e Groet Uit Schoorl Run - 29.23
- 2006: 9e Parelloop - 30.02
- 2006:  Sint Bavoloop - 29.41
- 2006: 18e Stadsloop Appingedam - 31.22,1
- 2007: 30e Groet Uit Schoorl Run (NK) - 31.21
- 2007: 11e Parelloop - 29.34
- 2007: 22e Zwitserloot Dakrun - 31.48
- 2007:  Sint Bavoloop in Rijsbergen - 29.47
- 2007: 11e Stadsloop Appingedam - 29.55
- 2007: 21e Loopfestijn Voorthuizen - 32.02
- 2008: 6e Kaatsheuvelse Pleinloop - 30.16
- 2008: 4e Sint Bavoloop in Rijsbergen - 29.44
- 2008:  Oudejaarsloop in Hilvarenbeek - 31.22
- 2011:  Oudejaarsloop in Hilvarenbeek - 31.26
- 2012:  Oudejaarsloop in Hilvarenbeek - 32.54
- 2013: 7e Chaamloop - 33.18
- 2015: 16e Singelloop Utrecht - 32.18
- 2016:  Haagse Beemden Loop - 32.14
- 2019: 4e Typhoonloop in Gorinchem - 32.31

### 15 km
- 1996: 16e Zevenheuvelenloop - 45.06
- 1997: 40e Zevenheuvelenloop - 47.20
- 1999: 19e Zevenheuvelenloop - 46.06
- 2000: 12e Zevenheuvelenloop - 45.01
- 2001: 9e Zevenheuvelenloop - 43.55,6
- 2003: 6e Zevenheuvelenloop - 44.27,2
- 2004:  Haagse Beemden Loop - 44.26
- 2004: 11e Zevenheuvelenloop - 44.34,6
- 2004: 7e Montferland Run - 44.17
- 2005:  Haagse Beemden Loop - 46.07
- 2005: 8e Zevenheuvelenloop - 44.44,5
- 2005: 6e Montferland Run - 44.38
- 2006: 4e Haagse Beemdenloop - 45.43
- 2006: 14e Zevenheuvelenloop - 44.48
- 2006: 9e Montferland Run - 45.46
- 2011: 4e Posbankloop - 48.25
- 2011: 22e Zevenheuvelenloop - 47.04
- 2013:  Kruikenloop - 48.43

### 10 Eng. mijl
- 1999: 10e Telematica Run - 49.59
- 2000: 13e Telematicaloop - 50.27
- 2001: 12e Dam tot Damloop - 47.50
- 2002: 10e Tilburg Ten Miles - 49.14
- 2002: 17e Dam tot Damloop - 48.29
- 2003: 4e Tilburg Ten Miles - 47.21
- 2004: 6e Tilburg Ten Miles - 49.22
- 2005: 5e Hoek van Holland - 52.34
- 2006: 6e Tilburg Ten Miles - 48.54
- 2008:  Tweestedenloop - 49.24
- 2011: 12e Tilburg Ten Miles - 53.31
- 2016: 25e Tilburg Ten Miles - 51.37

### halve marathon
- 1996:  Houtwijk Kerstloop in Dronten - 1:04.32
- 1997: 25e City-Pier-City Loop - 1:03.47
- 1998: 11e NK - 1:09.39
- 1998: 8e Stadsloop in Maastricht - 1:06.02
- 1998: 19e Houtwijk Kerstloop in Dronten - 1:08.55
- 1999: 18e halve marathon van Egmond - 1:05.37
- 1999: 6e NK - 1:03.59 (21e overall)
- 1999:  Houtwijk Kerstloop in Dronten - 1:03.51
- 2000: 13e halve marathon van Egmond - 1:05.50
- 2000:  Houtwijk Kerstloop in Dronten - 1:03.34
- 2001: 7e halve marathon van Egmond - 1:05.03
- 2001:  marathon Brabant (NK veteranen) in Ettenleur - 1:07.24
- 2002: 12e City-Pier-City Loop - 1:03.05
- 2002:  NK in Utrecht - 1:04.14
- 2002: 6e Bredase Singelloop - 1:03.47
- 2002:  Houtwijk Kerstloop in Dronten - 1:02.45,6
- 2003: 11e halve marathon van Egmond - 1:06.58
- 2003:  Rockanje - 1:05.54
- 2003:  Groet Uit Schoorl Run - 1:03.53
- 2003: 7e Bredase Singelloop - 1:02.49
- 2003:  Marathon Brabant - 1:04.04
- 2003:  Houtwijk Christmas Run in Dronten  - 1:02.54
- 2004: 6e halve marathon van Egmond - 1:07.08
- 2004:  Groet Uit Schoorl Run - 1:02.22
- 2004: 8e NK in Den Haag - 1:09.31 (24e overall)
- 2004:  marathon Brabant - 1:04.22
- 2004: 15e halve marathon van Rotterdam - 1:05.32
- 2004: 31e WK in New Delhi - 1:06.52
- 2004:  Houtwijk Kerstloop in Dronten - 1:05.10
- 2005:  NK in Den Haag - 1:03.12 (14e overall)
- 2005:  halve marathon van Roosendaal - 1:04.34
- 2005: 15e halve marathon van Rotterdam - 1:04.13,7
- 2005:  Houtwijk Kerstloop in Dronten - 1:05.22
- 2005: 47e WK in Helsinki - 2:29.22
- 2006: 11e halve marathon van Egmond - 1:05.37
- 2006: 18e halve marathon van Rotterdam - 1:03.54
- 2006: 5e Bredase Singelloop - 1:03.36
- 2006:  Houtwijk Kerstloop in Dronten - 1:04.07
- 2007: 34e halve marathon van Egmond - 1:11.07
- 2007:  Drunense Duinen halve marathon - 1:04.24
- 2007: 5e NK in Den Haag - 1:04.48 (23e overall)
- 2007:  halve marathon van Dalfsen - 1:06.18
- 2007: 23e halve marathon van Rotterdam - 1:07.11
- 2007: 12e Bredase Singelloop - 1:06.47
- 2009:  halve marathon van Ettenleur - 1:12.01
- 2011:  halve marathon van Ettenleur - 1:06.58
- 2011: 6e Houtwijk Kerstloop in Dronten - 1:06.53
- 2012: 18e Houtwijk Kerstloop in Dronten - 1:13.32
- 2013: 76e City-Pier-City Loop - 1:11.37
- 2013:  M40 NK te Venlo - 1:08.26 (25e overall)
- 2015: 24e Bredase Singelloop - 1:10.45
- 2017:  M40 NK te Nijmegen - 1:14.08 (31e overall)
- 2019: 13e M45 NK te Venlo - 1:21.23

### marathon
- 1998: 11e marathon van Eindhoven - 2:20.03
- 1999: 24e marathon van Rotterdam - 2:17.22
- 2000: 68e marathon van Rotterdam - 2:30.21
- 2002: 8e marathon van Florence - 2:21.08
- 2004:  NK in Rotterdam - 2:18.28 (23e overall)
- 2005:  NK in Rotterdam - 2:13.48 (14e overall)
- 2005: 18e marathon van Eindhoven - 2:19.24
- 2005: 58e WK in Helsinki - 2:29.22
- 2006:  marathon van Utrecht - 2:19.48
- 2006: 16e marathon van Eindhoven - 2:19.44
- 2007: 10e METRO Group Düsseldorf - 2:16.22
- 2015: 31e marathon van Amsterdam - 2:29.06
- 2016: 59e marathon van Rotterdam - 2:26.18

### overige afstanden
- 2000:  Mini-Marathon van Apeldoorn - 55.45
- 2001:  Mini-Marathon van Apeldoorn - 57.36
- 2002:  Asselronde (27,5 km) - 1:26.56
- 2003: 10e 20 van Alphen (20 km) - 1:00.51

### veldlopen
- 1999: 22e Warandeloop - 31.09
- 1999: 72e European Crosscountry Championships - 38.37
- 1999: 9e NK in Heerde - 40.43
- 1999: 13e Sylvestercross - 34.45
- 2000: 24e Warandeloop - 31.50
- 2000: 11e Sylvestercross - 33.33
- 2001: 25e Warandeloop - 31.41
- 2001: 10e Sylvestercross - 32.48,2
- 2002:  NK in Amersfoort - 40.11
- 2002: 11e Sylvestercross - 37.12,5
- 2003: 31e Warandeloop - 32.06
- 2004: 7e NK in Holten - 38.02
- 2004: 12e Fondas Sprintcross - 34.15
- 2004: 8e Sylvestercross - 34.33
- 2005: 8e NK in Roggel - 38.18
- 2006: 34e Warandeloop - 32.02
- 2006:  Silvesterloop - 27.53

### overige
- 2002:  Mini-Marathon van Apeldoorn (18,6 km) - onbekende tijd